# Epinotia slovacica
Epinotia slovacica is een vlinder uit de familie bladrollers (Tortricidae). De wetenschappelijke naam is voor het eerst geldig gepubliceerd in 1991 door Patocka & Jaros.
De soort komt voor in Europa.